# The Journal of Economic History
The Journal of Economic History es una revista científica de historia económica que ha sido publicada desde 1941. Muchos de sus artículos son cuantitativos, a menudo siguen los enfoques formales que han sido denominados cliométricos para establecer estimados estadísticos.
La revista es publicada en nombre de la Economic History Association por Cambridge University Press. Sus editores son Jean-Laurent Rosenthal y Price V. Fishback. Su factor de impacto de 2009 fue 0.691.